# Metania rhodesiana
Metania rhodesiana är en svampdjursart som beskrevs av Burton 1938. Metania rhodesiana ingår i släktet Metania och familjen Metaniidae. Inga underarter finns listade i Catalogue of Life.